# Nandayus

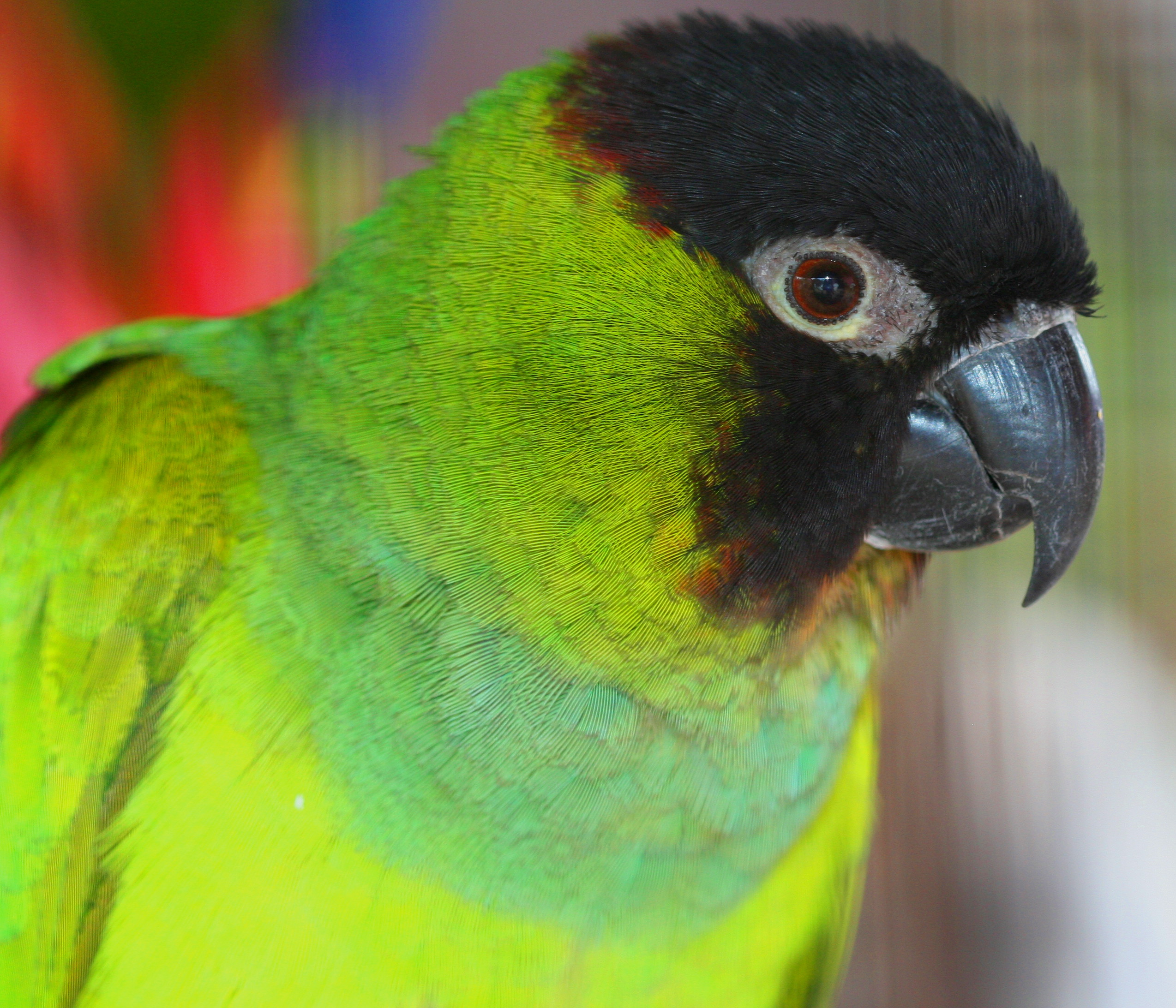
Detalle de la cabeza de Nandayus nenday.

Los loros ñanday o cotorras de cabeza negra se incluyen en el género  Nandayus de la familia de los loros (Psittacidae). Está integrado por 2 especies, de las cuales una está extinta y la otra es viviente. La distribución de estas aves comprende el centro de América del Sur.  

## Distribución y hábitat
Especies de este género fueron registradas desde el  centro del Brasil, el este de Bolivia, y gran parte del Paraguay, hasta el centro-este de la Argentina. Los hábitat de estas aves son los bosques semixerófilos o húmedos, selvas en galería, sabanas y palmerales, generalmente inundados temporal o permanentemente.

## Costumbres
Son aves gregarias, que viven en grandes bandadas, salvo en la época reproductiva, donde se separan en parejas. Se alimentan de frutos y semillas.
Reproducción
La reproducción de la especie viviente del género, Nandayus nenday, ocurre en huecos que excava en troncos de árboles o palmeras, en áreas temporalmente inundables del dominio fitogeográfico chaqueño.

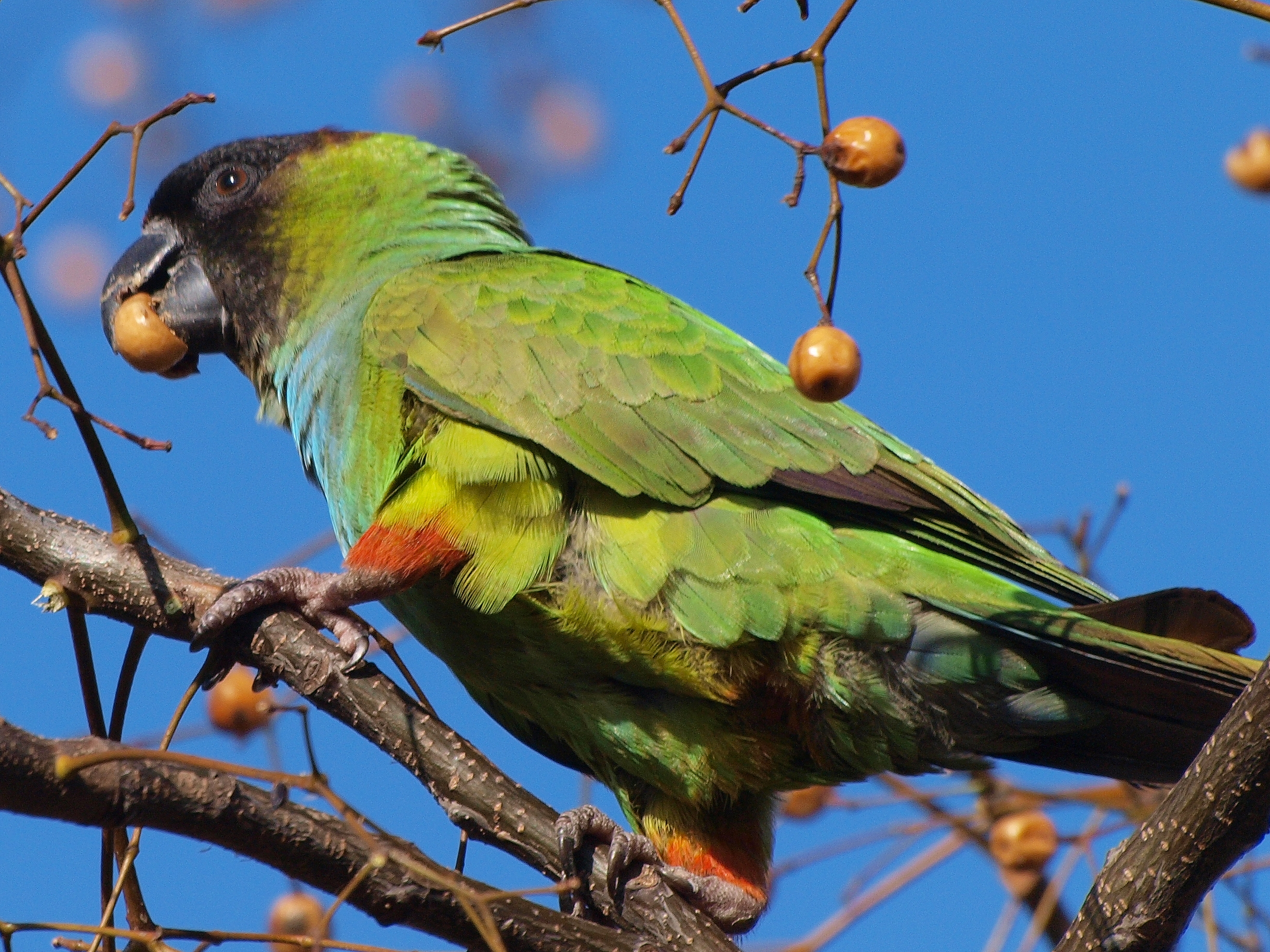
Un ejemplar de Nandayus nenday alimentándose.

## Taxonomía
Este género fue descrito originalmente en el año 1854 por el naturalista, y ornitólogo francés Charles Lucien Jules Laurent Bonaparte, hijo de Lucien Bonaparte y sobrino del emperador Napoleón Bonaparte.

### Especies
Este género se subdivide en  2 especies: 
- Nandayus nenday (Vieillot, 1823) - Especie viviente.
- Nandayus vorohuensis  Tonni & Noriega, 1996  - Especie extinta.[2]